# The Space Between (Chiara Civello)
The Space Between è il secondo album in studio della cantautrice italiana Chiara Civello, pubblicato nel 2007 dalla Universal Music Italia.

## Tracce
1. Night – 2:55
2. If You Ever Think of Me – 4:10
3. Un passo dopo l'altro – 3:32
4. My Broken Heart – 3:20
5. Mr Tru Love – 3:52
6. Without Him (Her) – 3:07
7. Isola – 5:14
8. Seagulls – 4:34
9. Don't Ask Me Why – 3:19
10. L Train – 2:46
11. Skylark – 4:31
12. Born to Sail Away – 3:38
13. Your Home – 2:03

## Classifiche
| Paese  | Posizione massima |
| ------ | ----------------- |
| Italia | 38                |